# Версай
 Тази статия е за града във Франция.  За окръга вижте Версай (окръг).  
Верса̀й (остаряла българска форма е също „Верса̀йл“;на френски: Versailles) е град в Северна Франция, предградие на Париж, разположено на 21 км югозападно от центъра на града.
През 17 – 18 век във Версай е основната резиденция на френските крале, а и днес градът е важен административен и съдебен център. Населението, преброено през 2007 г., е 86 979 жители. Версай се е превърнал в световноизвестен туристически обект благодарение на Версайския дворец. През 1919 г. там е сключен Версайският договор след Първата световна война.
Площта на града е 26,18 кв. км, най-високата му точка се намира на 132 метра надморска височина. Смятан е за луксозно предградие на Париж. Градът е разделен на големи авенюта (наследени от монархията), които създават впечатление за няколко малки града, отделени помежду си.

## Име
Все още съществуват съмнения относно етимологията на името на Версай, но се предполага, че идва от латинската дума versare, която означава „продължавам да се преобръщам“ и е била използвана в Средновековието за обработваемите земи (земи, които постоянно са били „обръщани“). По време на Френската революция и преименуван на Berceau-de-la-Libert̀e, което означава „Люлка на Свободата“.

## Управление
Версай е бил неофициалната столица на Франция от май 1682 г. (когато крал Луи XIV премества двореца и правителството за постоянно във Версай) до септември 1715 г. (след смъртта на Луи XIV и регентството на Филип д`Орлеан, който ги преместил обратно в (Париж) и отново от юни 1722 г. (когато Луи XV се мести във Версай) до октомври 1789 г. (когато Луи XVI е принуден да се върне в Париж от гражданите там). През целия този период Париж останал официална столица на Франция и официалният кралски дворец бил Лувъра, но на практика държавните дела били диктувани от Версай.
За пореден път Версай става неофициална столица на Франция от март 1871 г. (когато френското правителство се подслонява там заради въстанието в Париж по това време) до ноември 1879 г. (когато новоизбраните леви републиканци връщат правителството и парламента в Париж).
Версай е обявен за център на департамента Seine-et-Oise през май 1790 г. (Seine-et-Oise има приблизително 100 400 жители). През шестдесетте години на XX век, с разширяването на предградията на Париж жителите на Seine-et-Oise достигат 3 милиона, което е смятано за твърде голямо и невъзможно за управление. Затова е разделено на 3 департамента през януари 1968 г. Версай става център на департамента Yvelines най-голямата част от Seine-et-Oise. Преброяването на населението през 1990 г. показва, че Yvelines има 1 354 304 жители.
Град Версай е седалище на Римската Католическа епархия, основана през 1790 г., която е зависима от Парижката епархия. От 1972 г. Версай е и резиденция на една от 30-те общонародни академии на министерството на образованието на Франция. Версайската академия е най-голямата по брой на възпитаници и отговаря за всички начални и средни образователни заведения в западните предградия на Париж. Градът е също така важна позиция за френската армия, традиция напомняща за монархията, например с военния си лагер и други институции.

## География
Версай е разположен на 17.1 километра (10.6 мили) югозападно от центъра на Париж. Градът стои на издигнато плато 130 – 140 метра (425 – 460 фута) над морското равнище (въпреки че височината на центъра на Париж е само на 33 метра (108 фута) надморска височина) и е заобиколен с гористи хълмове.
Версайската комуна заема 26,18 кв. километра (10,11 мили2 или 6469 акра), което представлява 1/4 от цялата площ на Париж. През 1999 г. Версай има гъстота на населението 3275 души/км2, а Париж 20 164 души/км2.
Създаден по желанието на краля, градът има разумно и симетрично устройство на улиците. По стандартите на XVIII век, Версай е бил много съвременен европейски град. Той е използван за модел за построяването на Вашингтон от Пиер Чарлс Л'Енфант.

## История
Името на Версай за пръв път се появява в средновековен документ от 1038 г. Чрез феодалната система на средновековна Франция, господарите на Версай са командвани директно от краля, без посредници между тях, въпреки че не са били истински важни лордове. В края на XI век селото се сдобива със средновековен замък и църквата Свети Жулиен.
Фермерската дейност и разположението на Версай по пътя от Париж до Дре и Нормандия допринасят за бурното развитие на селото, което достига върха си в края на XIII век, наричан още „векът на Свети Луи“. Този период е известен и с процъфтяването на Северна Франция и масивното строителство на готически катедрали. Но XIV век донася Чумата и Стогодишна война. В края на Стогодишната война през XV век, селото започва да се възстановява с население от само 100 жители.
През 1561 г. Маршал дьо Ломение, секретар на финансовия щаб на крал Шарл IX, става господар на Версай. Той получава разрешение да създаде 4-годишни такси и седмичен пазар всеки четвъртък. Тогава обитателите на Версай наброяват 500 души. Маршал дьо Ломение е убит по време на клането в деня на светеца Вартоломей (24 август 1572 г.). През 1575 г. Албърт дьо Гонди от Флоренция, който идва във Франция заедно с Катерина де`Медичи, купува феода на Версай.

### Луи XIII
Оттогава Версай става притежание на фамилията Гонди, богати и влиятелни парламентаристи в Париж. Няколко пъти през първото десетилетие на XVII век семейство Гонди любезно канят крал Луи XIII на лов в обширните гори на Версай. През 1622 г. кралят става собственик на част от тези гори за лично ловуване. През 1624 г. той купува земя и нарежда на Филибърт Льо Рой да построи малък „джентълменски замък“ за ловуване, изграден от камък и червени тухли с тъмносив покрив.
На 10 ноември 1630 г. в този малък замък се случва едно известно историческо събитие – тържеството на кралицата майка е осуетено и Ришельо е избран за премиер. По-късно, през 1632 г. кралят получава Версай от фамилията Гонди. Замъкът е разширен през 1632 – 1634 г. След смъртта на Луи XIII през 1643 г. селото има 1000 жители.

### Луи XIV
Крал Луи XIV, син на Луи XIII, е бил само 5-годишен, когато баща му умира. Докато навърши пълнолетие майка му Ана Австрийска управлява като регент. През 1661 г., 20 години по-късно, Луи XIV започва лично да управлява. Младият крал показва интерес към Версай. Идеята да напусне Париж, където като дете е преживял първата Фронда (въстание срещу правителството), никога не го оставя. Той натоварва своите архитекти Льо Во и Льо Нотр да превърнат замъкът на баща му заедно с парка в достойни за кралски особи. На 6 май 1682 г. кралят решава да се установи заедно с правителството във Версай.
Един нов град изплува на повърхността, резултат от находчивия указ на Луи XIV, датиращ от 22 май 1671 г., в който краля постановява, че всеки може да се сдобива с почти всичко в новия град безплатно. Съществуват само две условия за това – първото е годишна такса от 5 шилинга, която се плаща за 1000 фута2, а втората – къщите трябва да бъдат построявани според плановете на кралските архитекти. Това донася на града симетричност и красота. Покривите на сградите на Версай не превишават нивото на Мраморния двор на входа на двореца (построен на хълм над града).
Старото село и църквата Свети Жулиен били премахнати, за да се направи място за нови сгради. От двете страни на Аваню дьо Париж били построени кварталите Нотердам и Свети Луи, с нови големи църкви, пазари, аристократични жилища, всички изградени в хармоничен стил според моделите на видни френски архитекти. Версай е бил огромна конструкция години наред. Малко по малко всички, които желаели или се нуждаели да живеят близо до политическата власт се премествали във Версай. Със смъртта на „Краля Слънце“ през 1715 г. селото е било превърнато в прекрасен град с население приблизително 30 000 обитатели.

### Луи XVиЛуи XVI
Когато кралското семейство на Луи XV се завръща във Версай през 1722 г., градът има едва 24 000 жители, но управлението на крал Луи XV във Версай му връща предишното величие. По това време градът става най-могъщата столица в цяла Европа с прекрасна нова архитектура и дизайн. Впоследствие обаче строгите правила за строителство, постановени от Луи XIV, започват да бъдат пренебрегвани и се спекулирало с почти всичко. Повечето от нещата, които крал Луи XIV раздавал безплатно, сега били получавани срещу високи цени. Изгледът на града се променил по време на кралете Луи XV и Луи XVI. Сградите станали по-високи. Въпреки това през 1744 г. населението на Версай достигнало 37 000 граждани. Крал Луи XV построил Военно министерство и Министерство на външните работи (където през 1783 г. бил подписан договор с Великобритания, слагащ край на Американската война за независимост) и Военноморско министерство. До 1789 г. населението на Версай е достигнала 60 000 обитатели и градът станал седмият или осмият най-голям град във Франция и изобщо един от най-големите в цяла Европа.

### Френската революция
Седалище на политическа власт, Версай буквално става люлката на Френската революция. Точно там на 4 август 1789 г. е премахнат феодализмът. На 5 и 6 октомври 1789 г. огромна тълпа от парижани нахлува в замъка и принуждава кралското семейство да се завърне в Париж. Много скоро Народното събрание на Франция последва краля и премества заседанията си в Париж, и Версай загубва ролята си на столица.
Оттогава насам, Версай губи и много голяма част от гражданите си. От население над 60 000 през 1806 г. в града остават едва 26 974 жители. Замъкът, лишен от мебелировката и орнаментите си по време на Френската революция, е изоставен. Само Наполеон престоява там за кратко време, след което напуска града завинаги. Крал Луи-Филип спасява двореца от пълно опустошение, като го превръща в национален музей, посветен на „величието на Франция“ през 1837 г. Версай става място за поклонение на всички хора, страдащи от носталгия по старата монархия.

### 19-и и 20 век
През 1870 г. Френско-Пруската война отново връща Версай под прожекторите. На 18 януари 1871 г. победителите германци обявяват краля на прусите Вилхелм I за император на Германия в самия замък във Версай, за да отмъстят за завоеванията на Луи XIV два века по-рано. По-късно през март същата година, поредното въстание на Парижката комуна принуждава френското правителство да се премести от Париж във Версай, откъдето бунтът е и потушен. След това правителството и парламентът на Франция остават там и дори на много места Версай е смятан за нова столица, за да се избегнат революционни действия в Париж.
Връщането на монархията става почти осъзнато през 1873 г. Версай отново се превръща в политическия център на Франция, пълен с клюки, а населението му достига 61 686 граждани през 1872 г., съвпадащо с рекордното население, отбелязано през ерата на Френската революция 83 години по-рано. Но когато левите републиканци спечелват изборите, партиите, които подкрепят връщането на монархията, са победени и мнозинството решава правителството да се премести в Париж през ноември 1879 г. Версай понася поредно изселване на жители, в града остават 48 324 обитатели при преброяването през 1881 г. След това Версай никога повече не е използван за столица на Франция. Присъствието на Френския парламент през седемдесетте години на XIX век оставя на града огромен салон в едно от крилата на двореца, което е било използвано от Френския парламент се събира да подобри Френската конституция.
Въпреки всичко Версай отново се възстановява и през 1911 г. има население от 60 458 жители. През 1919 г. след края на Първата световна война, градът отново си връща славата, когато много от договорите, свидетелстващи за края на войната, са подписани в замъка. След 1919 г. парижките преградия започват да се разширяват и Версай е прибавен към общата площ на Париж. Тогава градът изпитва силно демографско и икономическо развитие, превръщайки го в грамадно предградие на столицата. Ролята на Версай като административен и съдебен център е подсилена през шестдесетте и седемдесетте години на XX век и той се превръща в главно средище на западните предградия на Париж.
Центърът на града запазва своята буржоазна атмосфера, докато хората от средната класа се установяват край железопътните гари и покрайнините. Версай става шикозно предградие на Париж, добре свързан с центъра на столицата чрез редица влакови линии. Въпреки това той е изключително разделен от големи авенюта, наследени от монархията, и човек остава с впечатление, че това са няколко малки градчета, игнориращи се едно друго. Версай никога не е бил индустриален град, въпреки че там има няколко химически и хранително-вкусови фабрики. В основата си градът е място на различни учреждения, като публична администрация, туризъм, бизнес конгреси и много фестивали.

## Демография

### Население през годините
| 1450 прибл.                                                            | 1561 прибл. | 1643 прибл. | 1715 прибл. | 1722 прибл. | 1744 прибл. | 1787 прибл. | 1793 пребр. | 1800 пребр. | 1806 пребр. | 1821 пребр. |
| 100                                                                    | 500         | 1000        | 30 000      | 24 000      | 37 000      | 60 000      | 35 093      | 27 574      | 26 974      | 27 528      |
| 1831 пребр.                                                            | 1836 пребр. | 1841 пребр. | 1846 пребр. | 1851 пребр. | 1856 пребр. | 1861 пребр. | 1866 пребр. | 1872 пребр. | 1876 пребр. | 1881 пребр. |
| 28 477                                                                 | 29 209      | 35 412      | 34 901      | 35 367      | 39 306      | 43 899      | 44 021      | 61 686      | 49 847      | 48 324      |
| 1886 пребр.                                                            | 1891 пребр. | 1896 пребр. | 1901 пребр. | 1906 пребр. | 1911 пребр. | 1921 пребр. | 1926 пребр. | 1931 пребр. | 1936 пребр. | 1946 пребр. |
| 49 852                                                                 | 51 679      | 54 874      | 54 982      | 54 820      | 60 458      | 64 753      | 68 874      | 66 859      | 73 839      | 70 141      |
| 1954 пребр.                                                            | 1962 пребр. | 1968 пребр. | 1975 пребр. | 1982 пребр. | 1990 пребр. | 1999 пребр. | 2005 пребр. |             |             |             |
| 84 445                                                                 | 86 759      | 90 829      | 94 145      | 91 494      | 87 789      | 85 726      | 86 400      |             |             |             |
| След 1800 г. започват официални преброявания на населението на Версай. |             |             |             |             |             |             |             |             |             |             |

### Имиграция
| Родени в континентална Франция | Родени извън континентална Франция          | Родени извън континентална Франция | Родени извън континентална Франция | Родени извън континентална Франция |
| 87,9%                          | 12,1%                                       | 12,1%                              | 12,1%                              | 12,1%                              |
| 87,9%                          | Родени в отвъдморските територии на Франция | Френски поданици родени в чужбина  | Имигранти от ЕС-15                 | Други имигранти извън ЕС-15        |
| 87,9%                          | 0,9%                                        | 4,2%                               | 3,2%                               | 3,8%                               |

## Култура
Основната културна забележителност на Версай естествено е дворецът, със своите богато украсени стаи и историческо значение.

## Известни личности
Родени във Версай
- Никола Анелка (р. 1979), футболист
- Елизабет Френска (1764 – 1794), принцеса
- Луиза Елизабет (1727 – 1759), принцеса
- Арман Ландрен (1844 – 1912), антрополог
- Луи XV (Франция) (1710 – 1774), крал
- Луи, дофин на Франция (1729 – 1765), дофин
- Стефан Одран (1932 – 2018), киноактриса
- Лазар Ош (1768 – 1797), офицер

Починали във Версай
- Едгар Кине (1803 – 1875), историк
- Николаус Меркатор (1620 – 1687), германски математик